# Nachtwachtbrug

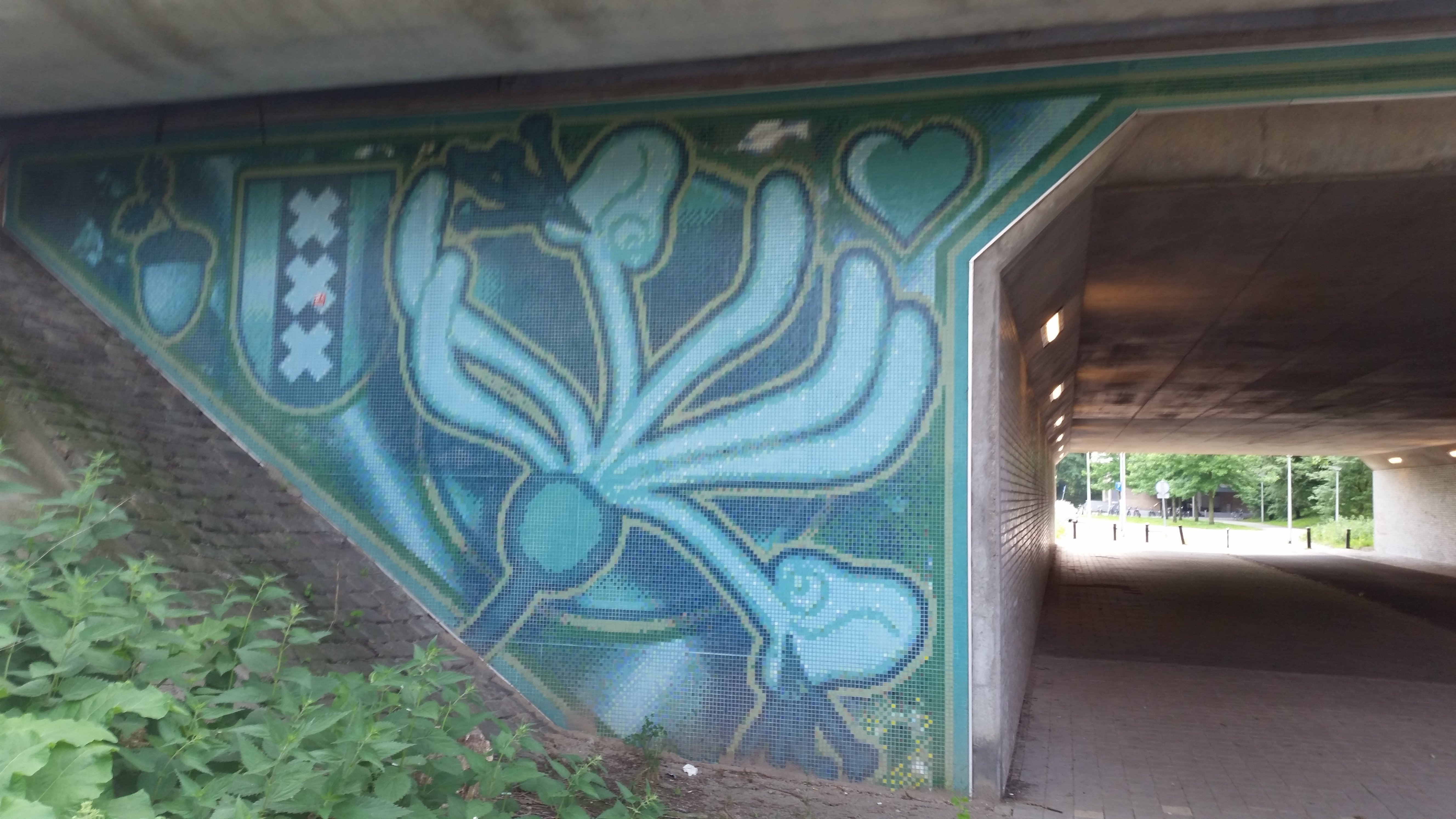
Wandmozaïek van Arno Coenen

De Nachtwachtbrug (brug 149P) is een kunstwerk in Amsterdam-Nieuw West. Alhoewel de naam dragend van een brug is het in wezen een viaduct dan wel een tunnel, Amsterdam duidt meestal viaducten en tunnels als bruggen aan.
Het viaduct, geheel van beton is gelegen in de Ringweg Amsterdam. Het overspant de verbinding voor voetgangers en fietsers tussen de Nachtwachtlaan en Rembrandtpark aan de oost kant en de Marius Bauerstraat aan de westkant.
Ze werd vanaf 1969 tot 1972 gebouwd in verband met de toenmalige aanleg van dat gedeelte van de Ringweg-West (Einsteinweg) vanaf de Jan van Galenstraat zuidwaarts tot aan de Cornelis Lelylaan Op 27 juni 1972 werd de viaducten van de Ringweg-West op het traject Jan van Galenstraat-Cornelis Lelylaan geopend. Vrijwel direct na de aanleg kwamen er klachten omtrent geluidsoverlast van het almaar drukker wordende verkeer op de ringweg. Het duurde echter nog een flink aantal jaren voordat het viaduct en de ringweg werden voorzien van geluidsschermen. Die geluidsschermen op zich moesten weer beveiligd worden tegen invliegende vogels door middel van het plaatsen van zwarte Andreaskruizen.
De viaducten gingen vanaf 1972 naamloos door het leven met het nummer 147P hetgeen verwijst naar een brug in Amsterdam in beheer bij het rijk of provincie, in dit geval het rijk. Amsterdam vernoemde op 8 december 2017 (bijna) alle viaducten in de ringweg, om een betere plaatsaanduiding te krijgen. Op die datum werd de nieuwe naam Nachtwachtbrug opgenomen in de Basisadministratie Adressen en Gebouwen (BAG). Het bouwwerk werd daarbij vernoemd naar de Nachtwachtlaan, die op haar beurt is vernoemd naar het schilderij De Nachtwacht van Rembrandt van Rijn, naamgever van het eerder genoemde park.
In 2013 werden delen van de landhoofden versierd door kunstwerken van Arno Coenen.